# Cudi
Cudi är ett 2 089 meter högt berg i sydöstra Turkiet.